# Kira-Emmi Pohtokari
Kira-Emmi Pohtokari, född 6 september 1985, är en finländsk skådespelare. Hon har utsetts till chef för Åbo Svenska Teater med tillträde den 1 augusti 2023.
Pohtokari är utbildad vid Teaterhögskolan i Helsingfors. På sin första dag som teaterchef ska hon sommarprata i Radio Vega "om traditioner att kvinnor ska lida, få endometrios diagnosticerad, och teatern".

## Roller i urval
- 2016 –  Maria i Stormskärs Maja – Åbo Svenska Teater[5]
- 2022 – Själarnas ö – Svenska Teatern[6]